# Chrysopelea pelias
Chrysopelea pelias е вид дървесна змия от семейство Смокообразни (Colubridae). При скок от върха на дърво, тази змия може да измине хоризонтално разстояние от около 100 метра.

## Разпространение
Видът е разпространен във влажните гори на Югоизточна Азия. Среща се в Тайланд, Малайзия, Индонезия, Бирма и Сингапур.

## Хранене
Това е яйцеядна змия.